# Asplenium artanense
Asplenium artanense är en svartbräkenväxtart som beskrevs av Rosseló, Cubas, Gradaille och B. Sastre. Asplenium artanense ingår i släktet Asplenium och familjen Aspleniaceae. Inga underarter finns listade.